# Machali (häradshuvudort i Kina, Qinghai Sheng, lat 34,93, long 98,23)
Machali (kinesiska: 玛查里, 玛多, 玛多县) är en häradshuvudort i Kina. Den ligger i provinsen Qinghai, i den nordvästra delen av landet, omkring 370 kilometer sydväst om provinshuvudstaden Xining. Antalet invånare är 11 336. Befolkningen består av 5 404 kvinnor och 5 932 män. Barn under 15 år utgör 25,0 %, vuxna 15-64 år 69 %, och äldre över 65 år 4,0 %.
Trakten runt Machali är nära nog obefolkad, med mindre än två invånare per kvadratkilometer. Det finns inga andra samhällen i närheten. Trakten runt Machali består i huvudsak av gräsmarker.